# 忽都魯禿兒罕
忽都魯·禿兒罕（1208年—1283年，一说出生于1213年），伊朗克爾曼王朝女性統治者，由1257年統治至1282年。

## 早年生涯
關於忽都魯禿兒罕的早年生活，存在不同的說法。根據一本無名氏的《喀喇契丹沙阿的歷史》（Tāriḵ-ešāhi-e Qarāḵtāʾiān）的說法，她可能在1208年至1213年之間出生於河中，後來被作為奴隸出售給一位伊斯法罕的商人，該商人收養了她並受過良好教育。其他說法包括她是花剌子模沙阿阿拉烏丁的妃子或是克爾曼王朝奠基人波剌黑·哈只卜的女兒。
她與波剌黑的姪兒兼繼承人庫都不丁·穆罕默德在1235年9月5日結婚 ，然而當波刺黑的兒子魯克那丁（卒於1252年）被公認為克爾曼王朝的新統治者時，他們被送往窩闊台的宮廷。他們在1252年12月被蒙哥確認為新統治者時回到了克爾曼。但是，她在1257年9月喪偶，當時他們的兒子哈嘉吉蘇丹還未成年。

## 執政
她於1257年被旭烈兀和克爾曼貴族公認為新君主，“喀喇契丹沙阿的歷史”指出，她只在民政事務中享有發言權，而她的女婿阿杜德丁（Azod-al-Din）根據旭烈兀的命令負責軍務。 當她呼籲伊兒汗改變他的決定時，這種情況很快就改變了。她將兒子派往旭烈兀的軍隊，與伊兒汗國建立了良好的聯繫。
1264年，旭烈兀正式承認確認了她的頭銜，並以她的名字宣布了呼圖白。她在1265年訪問新加冕的阿八哈汗，為其女兒帕德沙可敦獲得了錫爾詹。他們很快在1272年結婚。在她的統治下，她的兒子哈嘉吉和繼子Suyurghatmish爭奪她的統治權，甚至計劃暗殺她，這給他們帶來了麻煩。然而，當她女兒統治時，她退回了錫爾詹。 朝j很快被證明是一個無效的統治者，明年不得不逃往德里蘇丹國。她的繼子Suyurghatmish於1280年9月19日到達克爾曼，並於10月19日成為共同統治者。 她很快與女兒帕德沙可敦取得了聯繫，並得到札兒里黑，並禁止其繼子干涉克爾曼王朝的事務。

## 後期生涯
她統治的最後幾年被描述為克爾曼的黃金時代。她資助了公共糧倉。她參與了各種公共項目的建設，例如要塞（1279），伊斯蘭學校，醫院，清真寺和至少16個慈善組織。然而，在1282年，新伊爾汗貼古迭兒在母親影響下承認Suyurghatamish的君主地位。忽都魯禿兒罕前往大不里士的蒙古汗廷抗議，但沒有成功。她於1283年夏天在大不里士去世，她被安葬在克爾曼的古巴伊薩布斯陵墓。